# 2018 en rugby à XIII
| Années du rugby à XIII : 2015 - 2016 - 2017 - 2018 - 2019 - 2020 - 2021    |
| Décennies du rugby à XIII : 1980 - 1990 - 2000 - 2010 - 2020 - 2030 - 2040 |

Les faits marquants de l'année 2018 en rugby à XIII

## Principales compétitions
- Championnat de France
- Coupe de France
- National Rugby League
- State of Origin
- Super League
- Coupe d'Angleterre

## Principaux décès
- 7 janvier : décès à 83 ans d'Yves Mézard, joueur de rugby à XIII international français;
- 10 février : décès à 69 ans de Pierre Saboureau, joueur de rugby à XIII international français;